# Rivière Kitchigama
Rivière Kitchigama är ett vattendrag i Kanada.   Det ligger i provinsen Québec, i den östra delen av landet, 700 km norr om huvudstaden Ottawa.
Trakten runt Rivière Kitchigama består huvudsakligen av våtmarker. Trakten runt Rivière Kitchigama är nära nog obefolkad, med mindre än två invånare per kvadratkilometer.